# Nusa Dua

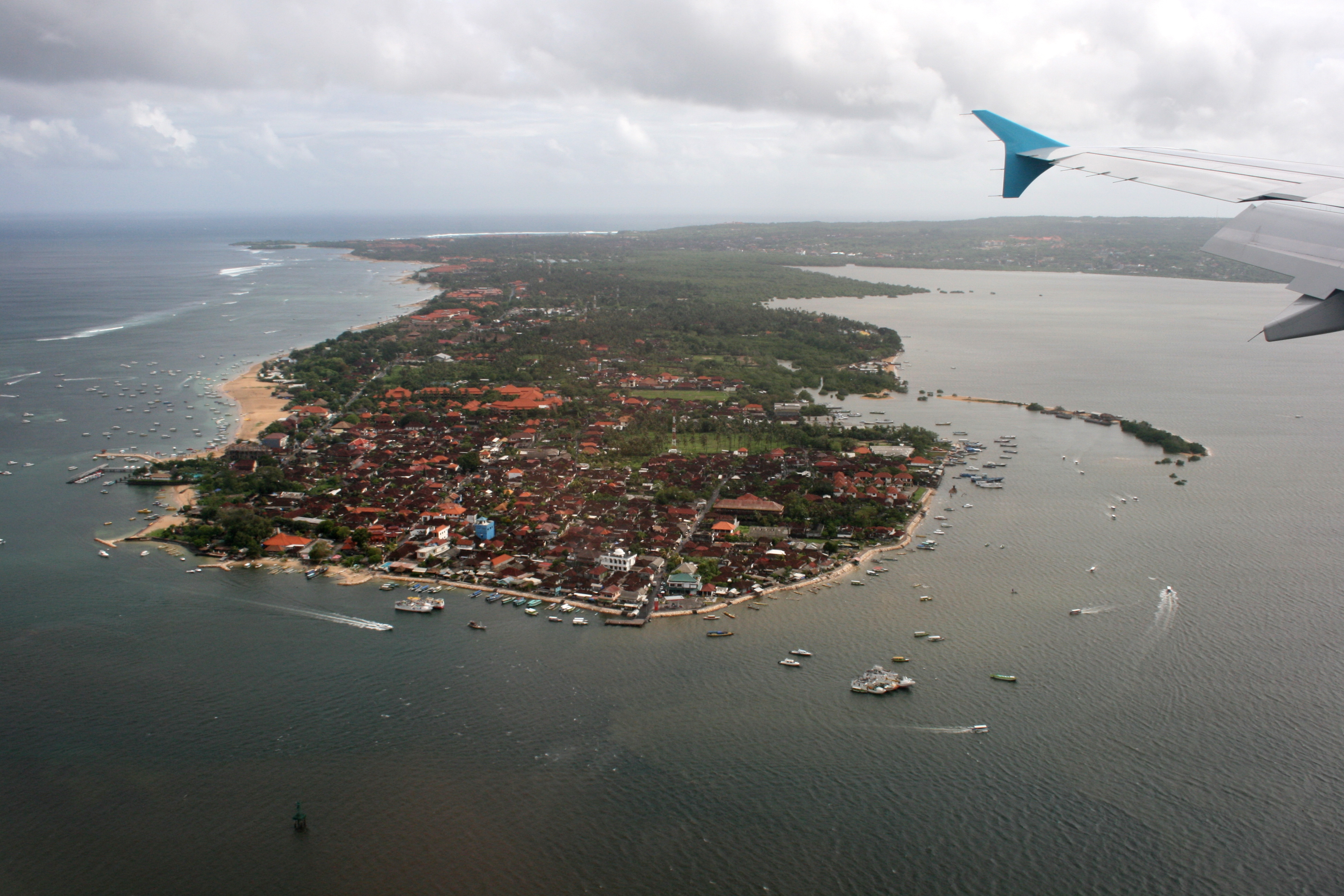
Nusa Dua

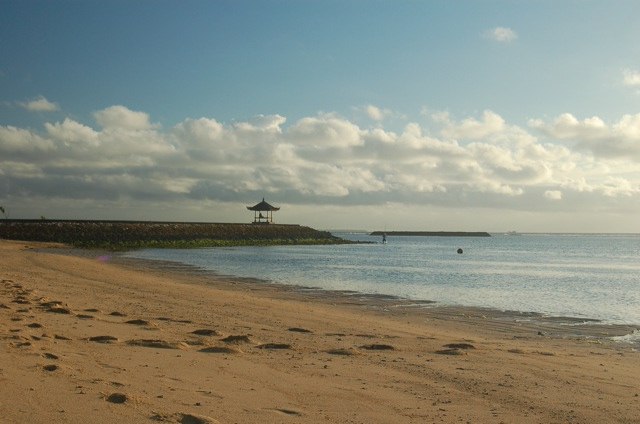
Strand von Nusa Dua

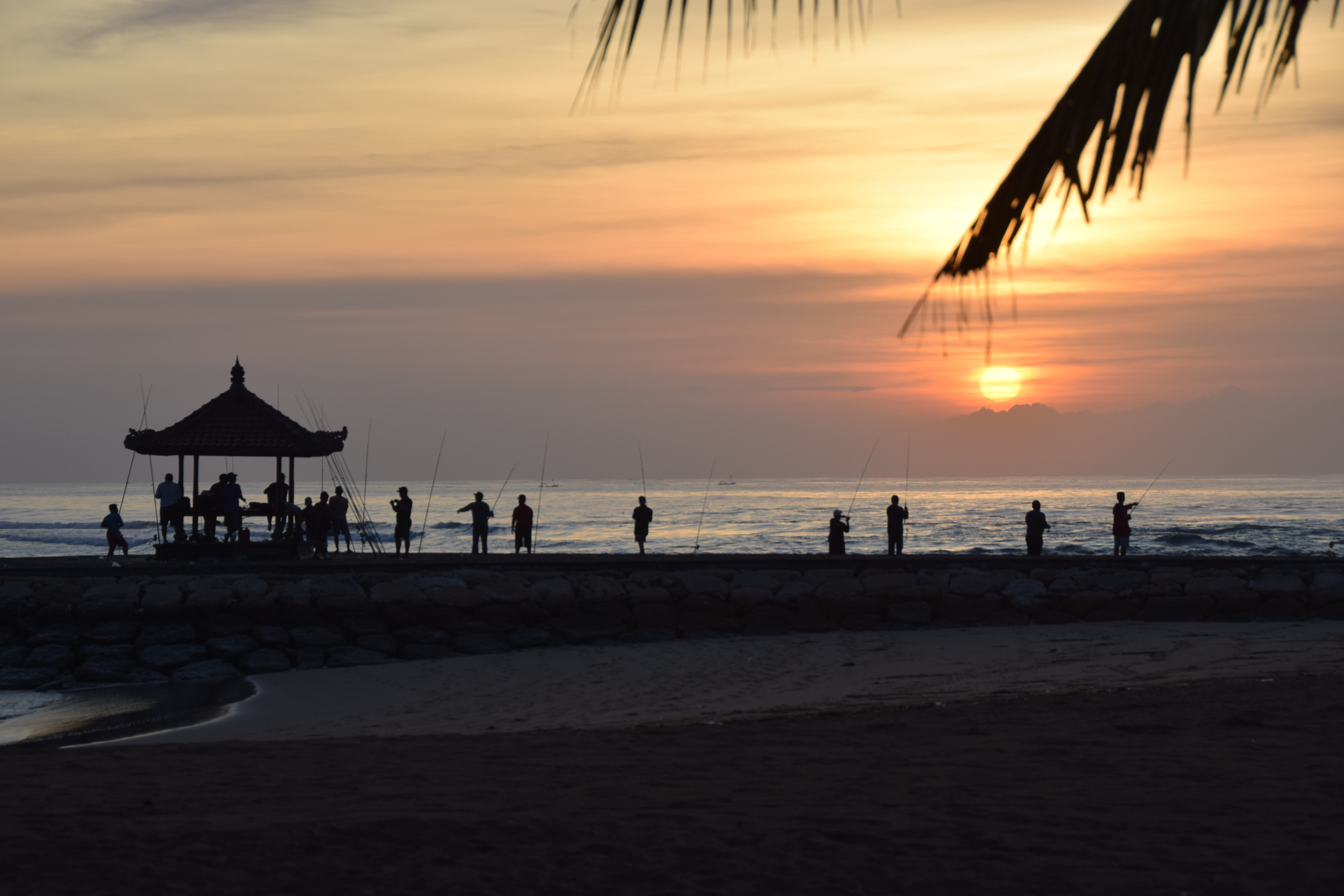
Fischer aus Bali

Nusa Dua ist ein Touristenresort im Süden der indonesischen Insel Bali. Es liegt in der Verwaltungseinheit Benoa im Distrikt Kuta Selatan im Regierungsbezirk Badung.
Der Ort liegt knapp 25 Kilometer südlich von Balis Hauptstadt Denpasar auf einer Halbinsel.
Nusa Dua ist ein reiner Touristenort. Das Areal beherbergt mehrere große Hotels der gehobenen Kategorie bzw. der Luxusklasse. Aus diesem Grund sind die Preise in den Restaurants und Geschäften viel höher als auf der restlichen Insel.

## Veranstaltungen
Im Jahr 2007 fand die Weltklimakonferenz in Nusa Dua statt und 2011 das erste Seminar über Tourismus-Ethik in Asien. Im Jahr 2022 wurde der G20-Gipfel auf Bali 2022 abgehalten. 

## Tanjung Benoa
Unmittelbar nördlich des Touristenbezirks auf der Halbinsel Tanjung Benoa befinden sich ein weniger exklusiver Hotelbezirk und das Dorf Benoa mit multiethnischer Bevölkerung. Der Sand der hier befindlichen Strände wurde inzwischen fast vollständig durch die erhöhte Strömung abgetragen, nachdem das vor der Küste liegende Riff für die Gewinnung von Baustoffen abgebaut worden war.